# گودال باغچه
باغچال یا گودال باغچه به حیاطی می‌گویند که پایین‌تر از سطح زمین ساخته شده باشد. این گونه از حیاط‌ها عموماً در مناطق گرم و خشک دیده می‌شود.

## معماری ایران
در معماری سنتی ایرانی، در وسط حیاط مرکزی ساخته می‌شده‌است و یک طبقه در داخل زمین فرومی‌رفته‌است. نمونه‌های این فضا در اقلیم‌های بسیار خشک کویری از جمله در کاشان، نائین و یزد دیده می‌شود. گودال باغچه علاوه بر تأمین خاک مورد نیاز خشت‌های استفاده شده در بنا، امکان دسترسی به آب قنات را هم فراهم می‌کرده‌است.
این مسئله، در شهرهایی مثل نائین که یک شبکهٔ پیچیدهٔ قنات داخل شهر داشته‌اند بسیار مهم بوده‌است؛ بنابراین معمولاً در گودال باغچه آب روانی می‌بینیم که حوض میانی را پر می‌کرده و سر ریز آن به خانه‌های دیگر می‌رفته‌است. در حاشیهٔ این حیاط اغلب رواق و گاه چند اتاق به شکلی نیمه باز ساخته می‌شده و کاشت درخت انار، پسته و انجیر در این گودال باغچه‌ها مرسوم بوده‌است. با توجه به کوچکتر و پایین‌تر بودن این حیاط‌ها و استفاده از رطوبت و خنکی زمین، علاوه بر رطوبت گیاهان و خنکی آب، در واقع فضایی به مراتب اقلیمی تر از حیاط شکل می‌گرفته‌است.
گودال باغچهٔ خانهٔ پیرنیا در نائین و مسجد آقابزرگ در کاشان نمونه‌های خوبی از این فضاها هستند.
معماری خانه طباطبایی‌ها به شیوه گودال باغچه متقارن و درون‌گرا است، در کویر خانه‌ها را گود می‌ساختند تا بنا عایق حرارت و صدا بوده و دسترسی به آب قنات هم راحت‌تر و در مقابل زلزله مقاوت تر باشد.
تبدیل حیاط های بسته به پادیاو و گودال باغچه با تاکید بر معماری درونگرایانه ایرانی فضای ایمن و راحت را که با روحیات فرهنگی ایرانیان سازگار بود ایجاد میکرد. قابل به ذکر است که این فضا به دلیل گود بودن نسبت به بقیه ساختمان با توجه به حمایت بستر زمین مقاوم بودن بنا در برابر زلزله را بیشتر میکرد و همانطور که در تابستان خنک بود با اقلیم زمستان هم سازگاری داشت و در فصل سرد سال فضای گرم تری ایجاد میکرد.

## نگارخانه

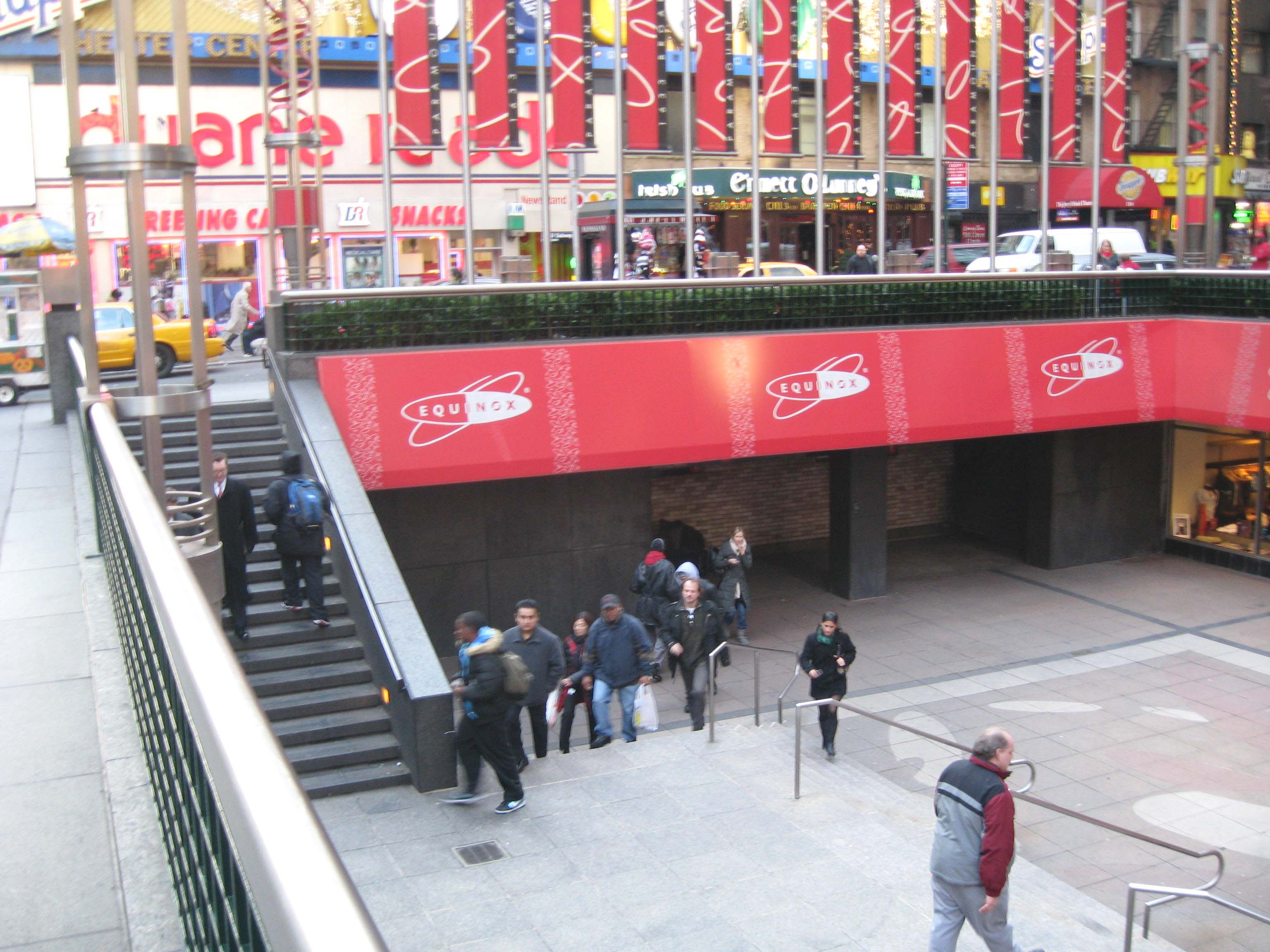
گودال باغچه در پارامونت پلازا، نیویورک
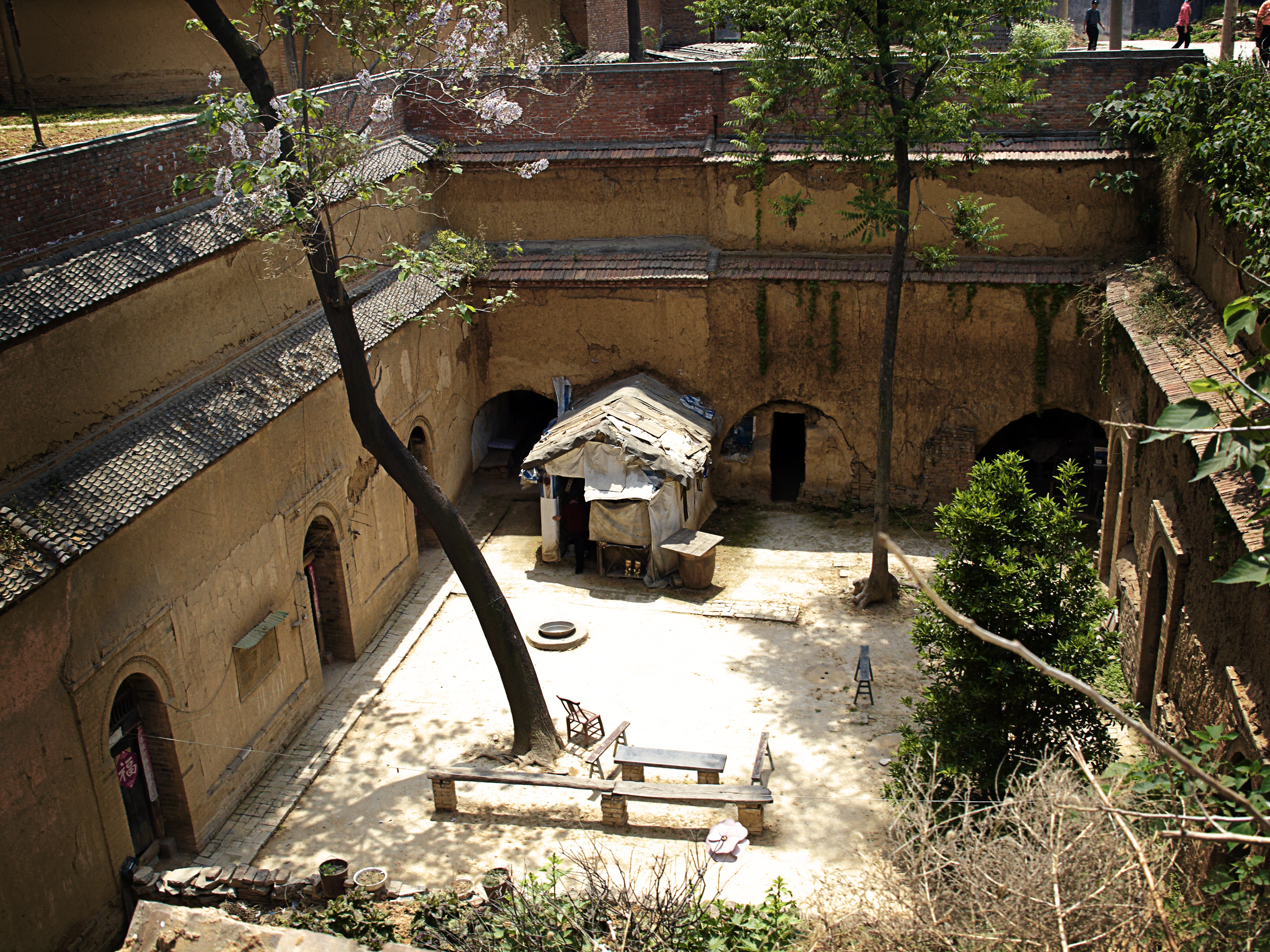
گودال باغچه در یک خانهٔ صخره‌ای،  شاآنشی، چین
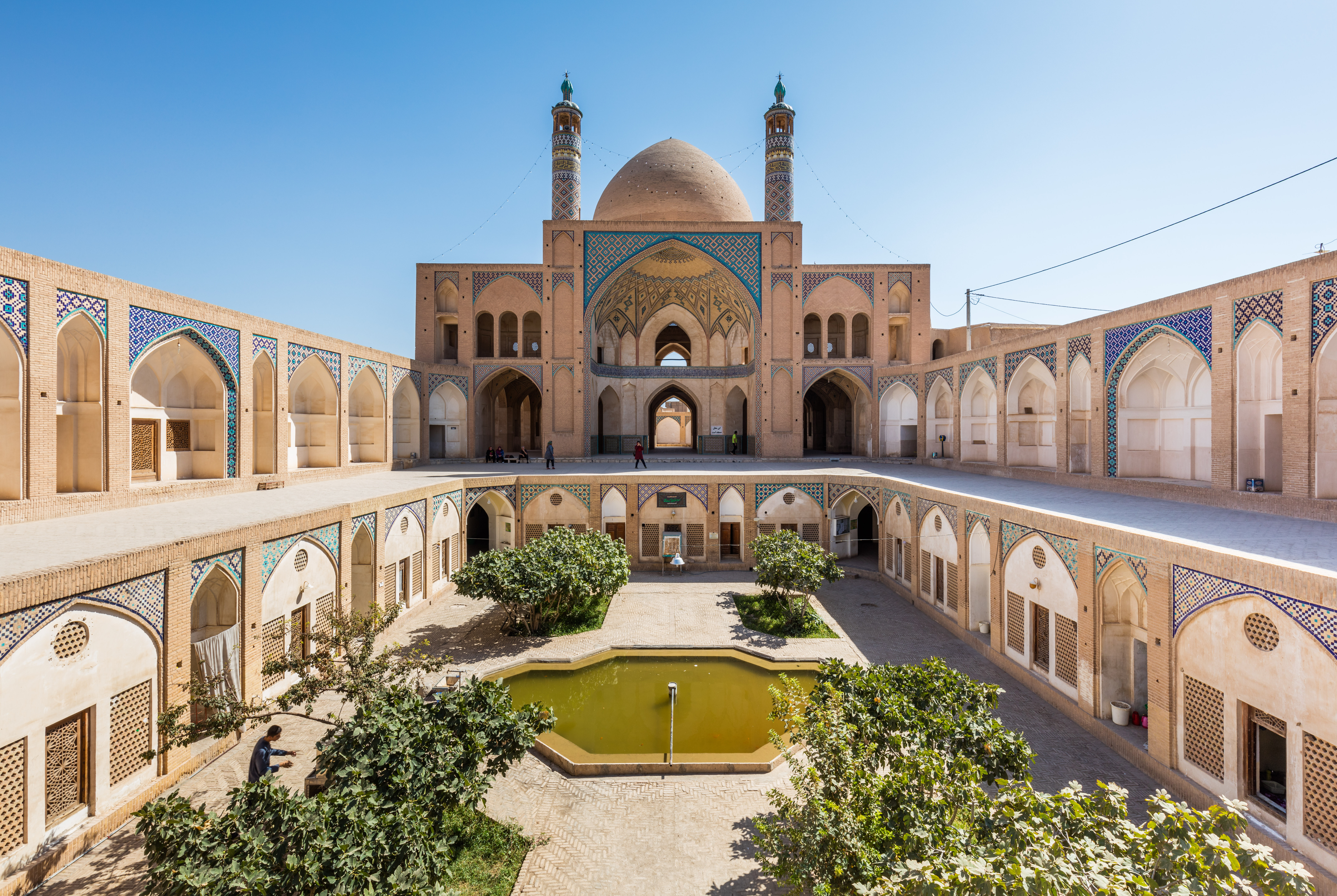
گودال باغچه درمسجد آقابزرگ، کاشان،  ایران
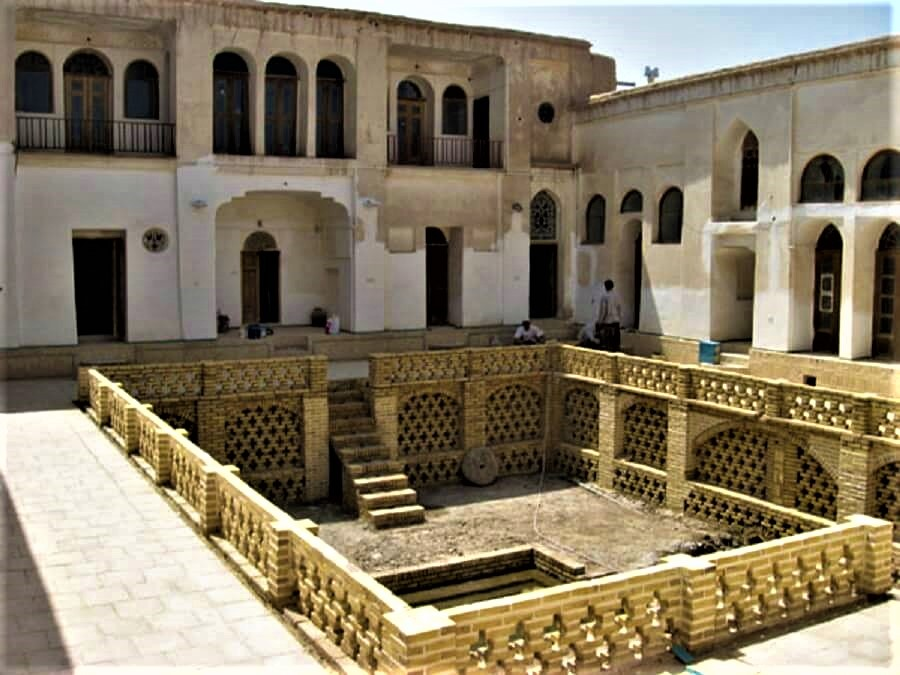
گودال باغچه در خانه تقوی روستای قهی